# Idolus
Idolus is een geslacht van kevers uit de familie  
kniptorren (Elateridae).
Het geslacht is voor het eerst wetenschappelijk beschreven in 1875 door Desbrochers.

## Soorten
Het geslacht omvat de volgende soorten:
- Idolus adrastoides (Reitter, 1888)
- Idolus picipennis (Bach, 1854)